# Hardy Boyz
The Hardy Boyz (ook bekend als The Hardys en Team Xtreme) is een professioneel worsteltag-team dat bekend was van hun tijd bij de World Wrestling Entertainment, van 1998 tot 2010 maart in 2017 hun comeback maakte. De leden van het vorige team waren de broers Jeff en Matt Hardy. Lita was ook tijdelijk lid van dit team als manager en valet. Vanaf 2017 zijn Jeff Hardy en Matt Hardy de huidige leden.
Tijdens hun periode in de WWE, won dit team 1 keer het WCW World Tag Team Championship en zes keer het WWE World Tag Team Championship.
Op Wrestlemania 33 maakten The Hardy Boyz een comeback naar WWE. Ze wonnen direct het WWE Tag Team Championship door Luke Gallows and Karl Anderson, de huidige Tag Team Champions, op dat moment te verslaan in fatal 4 way match waar ook Enzo Amore and Big Cass en Cesaro en Sheamus in betrokken waren.

## In het worstelen
- Aanval en kenmerkende bewegingen
  - Event Omega (Simultaneous diving guillotine leg drop (Matt) / diving splash (Jeff) combinatie)
  - Omega Event (Simultaneous diving guillotine leg drop (Matt) / leg drop to the groin (Jeff) combinatie)
  - extreme combination Twist of Fate door Matt gevolgd door een Swanton Bomb door Jeff
  - Double 180° flipping belly to back suplex
  - Poetry in Motion
  - Rapture (Simultaneous superbomb (Jeff) / neckbreaker slam (Matt) combinatie)
  - Side Effect door Matt gevolgd door een Whisper in the Wind door Jeff
  - Spin Cycle (Simultaneous fist drop (Matt) / Standing somersault senton (Jeff) combinatie)
- Kenmerkend wapen
  - Ladder
- Managers
  - Michael Hayes
  - Gangrel
  - Terri Runnels
  - Lita

## Prestaties
- NWA 2000
  - NWA 2000 Tag Team Championship (1 keer)
- Organization of Modern Extreme Grappling Arts
  - OMEGA Tag Team Championship (1 keer)
- Pro Wrestling Illustrated
  - PWI Tag Team of the Year (2000)
  - PWI Match of the Year (2001) – vs. Edge en Christian en Dudley Boyz in een Tables, Ladders and Chairs Match op WrestleMania X-Seven)
- World Wrestling Federation / World Wrestling Entertainment
  - WCW World Tag Team Championship (1 keer)
  - WWE World Tag Team Championship (6 keer)
  - WWE Tag Team Championships (1 keer)